# Skapelseberättelse
En skapelseberättelse, skapelsemyt eller religiös kosmogoni är en berättelse om alltings uppkomst, inklusive skapelsen av vår egen värld (vårt eget universum) och av livet inklusive människan. Skapelseberättelser varierar mellan jordens folk och förändras även över tid. Att världen uppkommit ur kaos eller från ingenting genom gudomligt agerande är ett återkommande tema i många folks myter. Det gudomliga agerandet kan som i Bibeln och inom islam och bahá'í inskränka sig till en guds befallningar. Det kan också handla om en skapelse som framskrider och blir allt mer komplex i takt med att nya och fler gudar avlas från en ursprunglig urgud, som exempelvis Atum i det forna Egypten. Folk i Sydvästasien har haft många myter om att världen och allt liv har skapats av kropparna av urvarelser (vidunder, monster, titaner, etc) som besegrats och dödats av en yngre och mer människoliknande generation gudar. Vidare förekommer berättelser om världsägg.

## Kristendomens och judendomens skapelseberättelse
Både kristendomens och judendomens skapelseberättelse behandlas i Första Mosebok. Den beskriver ett veckolångt förlopp som inleds med "I begynnelsen skapade Gud himmel och jord" (1 Mos 1:1). Enligt Gamla Testamentet är denna första vecka både ursprunget till vår sjudagarsvecka och veckovilan. Gud skapar mannen genom att ta lera, forma leran till en mansfigur och blåsa liv i mansfiguren (1 Mos 2:7). Kvinnan skapades sedan utifrån ett revben från mannen (1 Mos 2:21-22). Eftersom Jesus hänvisar till skapelseberättelsen i flera sammanhang var det naturligt för kristendomen att anamma denna berättelse ur judendomens heliga skrifter. 

### Skapelseberättelsens förlopp

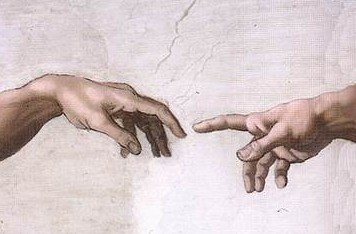
Guds och Adams händer, detalj ur Michelangelos fresk Adams skapelse (1511) i Sixtinska kapellet.

Berättelsen börjar med "I begynnelsen skapade Gud himmel och jord." (pluralis himlarna i den hebreiska grundtexten: Bereshit bara Elohim et hashamayim ve'et ha'arets). Guds existens är en självklar förutsättning. "Himlarna och jorden" är ett hebreiskt idiomatiskt uttryck som omfattar hela universum[källa behövs]. Sedan konstateras att jorden är öde och tom, att "djupet täcktes av mörker" samt att Guds Ande (eller "gudsvind", ''ruach Elohim; hebreiskan har samma ord för både "ande" och "vind", ruach) svävar över vattnet.
Därefter börjar Gud skapa genom sitt ord; "Gud sade: ..." ([Va]yomer Elohim) är en återkommande "befallning" genom vilket allt bringas fram. Detta sker under sex dagar, samt en vilodag utan skapande.
Dag 1: Gud skiljer ljuset från mörkret, och Gud kallar ljuset för "dag" och mörkret för "natt".
Dag 2: Gud delar upp vattnet på jorden i två delar, och ett valv som Gud kallar för "himmel" skiljer dessa åt.
Dag 3: Gud skapar det torra landet, och på det torra landet skapar Gud all växtlighet.
Dag 4: Gud skapar solen, månen och stjärnorna, till att utmärka tider, dagar och år.
Dag 5: Gud skapar alla vattenlevande djur och alla fåglar efter sina slag. (En del bibelöversättningar översätter detta med "efter sina arter", vilket dock kan ge en felaktig association till det moderna artbegreppet.)
Dag 6: Gud skapar de marklevande djuren: vilda djur, boskapsdjur och kräldjur efter sina slag. Till sist skapar Gud även människan till sin avbild (Vayomer Elohim na'aseh adam betsalmenu kidemutenu veyirdu bidegat hayam uve'of hashamayim uvabehemah uvechol-ha'arets uvechol-haremes haromes al-ha'arets).
Dag 7: Gud vilar från sitt skaparverk, och välsignar och helgar den sjunde dagen.

### Tolkningar
Skapelseberättelsen i Första Mosebok är enligt vissa tolkningar tvådelad. Det finns enligt dessa tolkningar två separata skapelseberättelser. I den första delen (1:1-2:3) skapar Gud himmel och jord med alla dess varelser. I den andra delen (2:4-24) nämns visserligen himlen, men allt utspelas på jorden. Det är den första av dessa berättelser som alltid har tilldragit sig största intresset. Skapelseberättelsen tolkas av somliga kristna och judar som att ha skett bokstavligt på en vecka. Andra tolkningar hävdar att tidsperioden kan ha varit betydligt längre.

## Islams skapelseberättelse
Koranen har ingen skapelseberättelse med successiva faser som finns i Bibeln och nämner inte någon ordningsföljd beträffande skapelsen av jorden och himlarna. Koranen hänvisar både till himlarna före jorden och till jorden före himlarna, när den talar om skapelsen i allmänhet, vilket kan ses i sura 20:4: Gud som har skapat ”jorden och himlarna." Det som bör förstås av den koraniska beskrivningen är att de himmelska och jordiska evolutionerna åtföljde varandra.
Det är emellertid faktiskt möjligt att jämföra skapelsens sex dagar såsom de beskrivs i Bibeln, plus en extra dag på Guds sabbat, med denna vers från sura 7:54: "Er Herre är förvisso Gud, som skapat himlarna och jorden på sex dagar." Moderna kommentatorer betonar att betydelsen av ordet ”ayyam”, som kan översättas med "dagar", här betyder "långa perioder" eller "tidsåldrar" snarare än tjugofyratimmarsperioder. Dock påpekar Gud särskilt i Koranen (sura 50:38) att han inte tröttnade efter dessa sex dagar.
Enligt Koranen är Gud alltings skapare (sura 25:59): ”Han som har skapat himlarna och jorden och allt som finns däremellan under sex dagar och som tronar [över skapelsen] i Sin allmakts härlighet, …”. Han frambragte allt levande genom vattnet (sura 21:30) och har skapat människan av formbar lera (sura 55:14).
Inom den islamiska traditionen finns en hadith av Sahih Muslim (Hadith No. 6707) som berättar om skapandet dag för dag:
- Lördag: Gud skapar jord.
- Söndag: Gud skapar bergen.
- Måndag: Gud skapar träden.
- Tisdag: Gud skapar allt som är förenat med arbete
- Onsdag: Gud skapar ljuset.
- Torsdag: Gud sprider ut djuren över jorden
- Fredag: Gud skapar Adam vid dagens sista timme.

## Asatronsskapelseberättelse
Oden, Vile och Ve dödade jätten Ymer och skapade jorden av hans kropp.
I söder låg det glödande Muspelheim. I norr låg det bitande kalla Nifelheim. Mellan dessa områden låg ett stort tomrum, Ginnungagap. En dag träffades den kalla rimfrosten från Nifelheim av varma vindar från Muspelheim och det började droppa. Ur dessa uppstod ett liv, jätten Ymer. En man och en kvinna växte fram ur hans ena armhåla och hans ena ben avlade en son med det andra. Ymer livnärde sig på mjölk från kon Audhumbla, som även hon uppstått ur dropparna. Audhumbla fick föda genom att slicka salt från en sten. En dag syntes det ett manshuvud på stenen och några dagar senare en hel man, Bure. Bure fick med tiden en son, Bor, som äktade en jättedotter, Bestla, och fick sönerna Oden, Vile och Ve.
När sönerna växte upp och blev större och starkare, bestämde de sig för att slå ihjäl den onde jätten Ymer. De lyckades och blodet som strömmade fram dränkte alla jättar utom Bergelmer och hans familj. Oden, Vile och Ve lyfte Ymers kropp till Ginnungagaps mitt där de skapade världen av honom. Jorden byggdes av hans kött, bergen av hans benknotor. Blodet blev floder och hav. Tänder och käkar blev klippblock och stenar. Av Ymers skalle skapade de himlavalvet och av hjärnan skapade de molnen. Gnistor från Muspelheim placerades ut som stjärnor. Likmaskarna i Ymers kött blev vad vi kallar dvärgar. De placerade ut fyra stycken dvärgar; Östre, Västre, Nordre och Södre i varsitt hörn av skallen för att hålla den uppe. En dag såg de tre bröderna en ask och en alm. Av det skapade de, de första människorna, Ask och Embla. Oden gav dem liv, Vile gav dem förstånd och Ve gav dem hörsel och syn. De lät människorna bo i Midgård med den skyddande ringmuren gjord av Ymers ögonbryn. De satte Måne och Sol, Natt och Dag för att på sina hästar rida runt jorden. Till sist skapade de Asgård och bron Bifrost. 

## Hinduismensskapelseberättelse
I Vedaböckerna kan man finna berättelser om alltings ursprung ur hinduiskt perspektiv. Brahma har skapat världen enligt den hinduiska tron.

## Skapelseberättelsen imesopotamisk mytologi
Huvudartikel: Enuma Elish
Enuma elish är namnet på skapelseberättelsen i mesopotamisk mytologi. Namnet är taget efter berättelsens första två ord på akkadiska: Enûma eliš vilket betyder "när i höjden". I detta skapelseepos skildras hur guden Marduk skapar världen av urtidsdraken Tiamats kropp.
Den bevarade fullständiga texten av Enuma elish återfanns i Assurbanipalbiblioteket från 600-talet f.Kr. i Nineve. Verket är känt från tidigare perioder tillbaka till det gammal-babyloniska rikets tid omkring 1700 f.Kr.